# Моя жена — колдунья
«Моя жена — колдунья» (итал. Mia moglie è una strega) — итальянская комедия 1980 года режиссёров Кастеллано и Пиполо.

## Сюжет
Дух Финничеллы, ведьмы, сожжённой на костре, освобождается. Она сразу же выходит на след потомка кардинала, заказавшего её смерть, Эмилио — биржевого маклера. Тем не менее, её планы мести столкнутся с любовью.

## В ролях
- Ренато Подзетто — Эмилио Альтьери/Кардинал Альтьери
- Элеонора Джорджи — Финничелла
- Лиа Танци — Таня Гризанти
- Хельмут Бергер — Асмодео

## Производство
Съемки Mia moglie и una strega начались 19 мая 1980 года. Фильм часто называли ремейком фильма Рене Клера «Я женился на ведьме»; Кастеллано и Пиполо отрицали, что фильм был ремейком, заявляя, что фильм не был «римейком, пересказом или подделкой», фильм был скорее попыткой создания американского фильма жанра фэнтези, сравнивая его с картинами «Мэри Поппинс» или «Любовный жук». По словам режиссёров, фильм был снят примерно за 800 миллионов итальянских лир.

## Выпуск
Mia moglie è una strega была представлена в кинотеатрах Италии компанией Cineriz 1 декабря 1980 года. Общий сбор фильма на внутреннем рынке составил 1 835 662 000 итальянских лир. Это был один из самых кассовых фильмов года в Италии, став седьмым по прибылям фильмом года.